# 진안 어서각
어서각은 대한민국 전라북도 진안군 동향면에 있다. 2016년 12월 28일 진안군의 향토문화유산(유형) 제17호로 지정되었다.

## 개요
1402년 성석린에게 내린 왕지를 보관하기 위해 1800년대 건립된 건축물로, 보물 제746호 성석린 고신왕지가 소장되어 있다.